# شونسوكي أوياما
شونسوكي أوياما (باليابانية: 青山 俊輔) (8 يوليو 1985 في بيزين في اليابان – )؛ هو لاعب كرة قدم سابق كان يلعب كلاعب وسط.